# SN 1999bu
SN 1999bu – supernowa typu Ic odkryta 16 kwietnia 1999 roku w galaktyce NGC 3786. W momencie odkrycia miała maksymalną jasność 17,50m.